# 1984–1985-ös magyar jégkorongbajnokság
A 48. első osztályú jégkorongbajnokságban három csapat indult el. A mérkőzéseket 1984. november 12. és 1985. február 9. között a budapesti Kisstadionban, a Megyeri úti jégpályán, a székesfehérvári jégpályán, valamint a Budapest Sportcsarnokban rendezték meg.

## OB I. 1984/1985
|    | Csapat       | M  | GY | D | V  | GK     | Pont |
| -- | ------------ | -- | -- | - | -- | ------ | ---- |
| 1. | Újpest Dózsa | 16 | 14 | 0 | 2  | 106-55 | 28   |
| 2. | Ferencváros  | 16 | 8  | 0 | 8  | 70-82  | 16   |
| 3. | Alba Volán   | 16 | 2  | 0 | 14 | 54-93  | 4    |

## A bajnokság végeredménye
1. Újpest Dózsa

2. Ferencvárosi TC

3. Alba Volán

## Az Újpest Dózsa bajnokcsapata
Ancsin János, Ancsin László, Balogh Béla, Bodor Zsigmond, Buzás György, Eperjessy Miklós (kapus), Farkas József, Flóra Péter, Füzesi Gyula, Füzesi József, Gogolák László, Horváth István, Kevevári Kálmán, Kovács Csaba, Kucsera Péter, Lantos Gábor, Legéndy Imre, Leleszi Zoltán, Menyhárt Gáspár, Nagy Attila (kapus), Pápai Miklós, Pék György, Scheiber Zoltán, Szabó István, Szadovszky Gábor (kapus)
Edző: Szeles Dezső

## A bajnokság különdíjasai
- Az évad legjobb ifjúsági korú játékosa (Leveles Kupa): Géczi Gábor (Újpest Dózsa)